# エリック・アルモンテ
エリック・R・アルモンテ・モレータ（Erick R. Almonte Moreta , 1978年2月1日 - ）は、ドミニカ共和国出身の元プロ野球選手（内野手）。右投右打。実兄は元プロ野球選手のヘクター・アルモンテ。

## 経歴
1996年にニューヨーク・ヤンキースと契約。2001年、メジャー初昇格。2003年は主にデレク・ジーターの控えとして31試合に出場。同年オフに西武が松井稼頭央の後釜として獲得を目指したが、獲得には至らなかった。
2004年はコロラド・ロッキーズ傘下の3Aコロラドスプリングスで主力としてプレーし、翌2005年に2年契約で北海道日本ハムファイターズに入団。スカウトは3割2分、20本は打てると評価していた。
2005年シーズン開幕時はなんとか一軍に残り、選球眼の良さで四球を選ぶなど、出塁率は高かったものの、打撃は不振で、守備でも当時日本ハムGMの高田繁が「（あの守備は）全然駄目」と嘆くほどお粗末な失策を連発し、5月5日には二軍降格。二軍では4番や1番を務めるなどして好成績を挙げたため、7月13日に再昇格した。以後は指名打者や代打での起用が主となったが、昇格後も成績が一向に向上せず、2年契約にもかかわらず、9月3日に同僚のブランドン・ナイトとともに戦力外通告を受け、退団。
2006年はアメリカ独立リーグであるアトランティックリーグのロングアイランド・ダックスで主力としてプレー。2007年～2008年はデトロイト・タイガース傘下のマイナーリーグ（最高で3Aトレド）でプレーし、2009年からはミルウォーキー・ブルワーズ傘下の3Aナッシュビル・サウンズでプレー。
2011年はスプリングトレーニングに招待選手として参加。規定打席に到達した選手中最高となる打率.416、3本塁打、OPS1.074を残し、2003年以来8年ぶりとなるメジャー昇格を果たし、開幕試合出場も果たした。しかし4月26日の練習中に送球を前頭部に受け、27日にはこの年から新設された、脳震盪を起こした選手を対象とした7日～15日間の短期故障者リスト適用第一号となる。6月3日には40人枠から外れた。
2012年もブルワーズとマイナー契約を結ぶが、メジャーに昇格することなくAAA級ナッシュビルでシーズンを終える。
2013年はリーガ・メヒカーナ・デ・ベイスボルのアグアスカリエンテス・レイルロードメンでプレー。
2019年からはセントルイス・カージナルスA級傘下球団のピオリア・チーフスの監督に就任する。

## 人物
性格がよく、練習熱心であり、後輩の面倒見もよく、若手選手の手本になっていた。その存在は「外国人選手とは思えなかった」と日本ハム在籍中他の日本人選手から言われていた。しかしシーズン当初から、遊撃手のレギュラーで、チームからの信頼も厚かった金子誠を二軍に落としてまで使うに値する選手なのかと疑問視されていた。
彼に使われた応援歌は専用に作られたマイナーメロディのものであった。この応援歌のメロディは、歌詞の「アルモンテ」の部分がアウフタクトで8分音符前に出ているという工夫が凝らされていた。だが、実際に球場で演奏されると、そのアウフタクトが消えていた。これは応援団がメロディを間違って記憶してしまったために起こったもの。なお、この応援歌は後に2013年に入団したミチェル・アブレイユに流用されている。

## 詳細情報

### 年度別打撃成績
| 年 度    | 球 団    | 試 合 | 打 席 | 打 数 | 得 点 | 安 打 | 二 塁 打 | 三 塁 打 | 本 塁 打 | 塁 打 | 打 点 | 盗 塁 | 盗 塁 死 | 犠 打 | 犠 飛 | 四 球 | 敬 遠 | 死 球 | 三 振 | 併 殺 打 | 打 率 | 出 塁 率 | 長 打 率 | O P S |
| -------- | -------- | ----- | ----- | ----- | ----- | ----- | -------- | -------- | -------- | ----- | ----- | ----- | -------- | ----- | ----- | ----- | ----- | ----- | ----- | -------- | ----- | -------- | -------- | ----- |
| 2001     | NYY      | 8     | 4     | 4     | 0     | 2     | 1        | 0        | 0        | 3     | 0     | 2     | 0        | 0     | 0     | 0     | 0     | 0     | 1     | 0        | .500  | .500     | .750     | 1.250 |
| 2003     | NYY      | 31    | 111   | 100   | 17    | 26    | 6        | 0        | 1        | 35    | 11    | 1     | 0        | 2     | 0     | 8     | 0     | 1     | 24    | 3        | .260  | .321     | .350     | .671  |
| 2005     | 日本ハム | 34    | 107   | 88    | 14    | 17    | 2        | 0        | 3        | 28    | 8     | 2     | 1        | 1     | 0     | 17    | 0     | 1     | 27    | 2        | .193  | .330     | .318     | .648  |
| 2011     | MIL      | 16    | 29    | 29    | 1     | 3     | 0        | 0        | 1        | 6     | 3     | 0     | 0        | 0     | 0     | 0     | 0     | 0     | 4     | 2        | .103  | .103     | .207     | .310  |
| MLB：3年 | MLB：3年 | 55    | 144   | 133   | 18    | 31    | 7        | 0        | 2        | 44    | 14    | 3     | 0        | 2     | 0     | 8     | 0     | 1     | 29    | 5        | .233  | .282     | .331     | .613  |
| NPB：1年 | NPB：1年 | 34    | 107   | 88    | 14    | 17    | 2        | 0        | 3        | 28    | 8     | 2     | 1        | 1     | 0     | 17    | 0     | 1     | 27    | 2        | .193  | .330     | .318     | .648  |

### 年度別守備成績
内野守備
| 年 度 | 球 団    | 一塁（1B） | 一塁（1B） | 一塁（1B） | 一塁（1B） | 一塁（1B） | 一塁（1B） | 二塁（2B） | 二塁（2B） | 二塁（2B） | 二塁（2B） | 二塁（2B） | 二塁（2B） | 遊撃（SS） | 遊撃（SS） | 遊撃（SS） | 遊撃（SS） | 遊撃（SS） | 遊撃（SS） |
| 年 度 | 球 団    | 試 合      | 刺 殺      | 補 殺      | 失 策      | 併 殺      | 守 備 率   | 試 合      | 刺 殺      | 補 殺      | 失 策      | 併 殺      | 守 備 率   | 試 合      | 刺 殺      | 補 殺      | 失 策      | 併 殺      | 守 備 率   |
| ----- | -------- | ---------- | ---------- | ---------- | ---------- | ---------- | ---------- | ---------- | ---------- | ---------- | ---------- | ---------- | ---------- | ---------- | ---------- | ---------- | ---------- | ---------- | ---------- |
| 2001  | NYY      | -          | -          | -          | -          | -          | -          | -          | -          | -          | -          | -          | -          | 4          | 4          | 3          | 1          | 1          | .875       |
| 2003  | NYY      | -          | -          | -          | -          | -          | -          | -          | -          | -          | -          | -          | -          | 31         | 49         | 67         | 12         | 13         | .906       |
| 2005  | 日本ハム | -          | -          | -          | -          | -          | -          | 1          | 0          | 0          | 0          | 0          | ----       | 27         | 43         | 80         | 9          | 22         | .932       |
| 2011  | MIL      | 2          | 3          | 0          | 0          | 0          | 1.000      | -          | -          | -          | -          | -          | -          | -          | -          | -          | -          | -          | -          |
| MLB   | MLB      | 2          | 3          | 0          | 0          | 0          | 1.000      | -          | -          | -          | -          | -          | -          | 35         | 53         | 70         | 13         | 14         | .904       |
| NPB   | NPB      | -          | -          | -          | -          | -          | -          | 1          | 0          | 0          | 0          | 0          | ----       | 27         | 43         | 80         | 9          | 22         | .932       |

右翼守備
| 年 度 | 球 団 | 右翼（RF） | 右翼（RF） | 右翼（RF） | 右翼（RF） | 右翼（RF） | 右翼（RF） |
| 年 度 | 球 団 | 試 合      | 刺 殺      | 補 殺      | 失 策      | 併 殺      | 守 備 率   |
| ----- | ----- | ---------- | ---------- | ---------- | ---------- | ---------- | ---------- |
| 2011  | MIL   | 7          | 2          | 0          | 0          | 0          | 1.000      |
| MLB   | MLB   | 7          | 2          | 0          | 0          | 0          | 1.000      |

### 背番号
- 11（2001年、2003年）
- 43（2005年）
- 22（2011年）